# De gli habiti antichi et moderni di diverse parti del mondo
De gli habiti antichi, et moderni di diverse parti del mondo è un'opera di Cesare Vecellio (Pieve di Cadore, 1521 – Venezia, 1601). Essa appartiene a un genere che conobbe un'ampia produzione e successi in Europa tra la seconda metà del XVI secolo e i primi decenni del XVII: i libri di costumi. Imparentato con il Tiziano, Cesare fu pittore e incisore di buona fama. L'opera Degli habiti antichi et moderni fu pubblicata nel 1590 ed ebbe due ristampe: nel 1598, vivente l'autore, con traduzione latina a fronte e aggiunte dei ‘costumi’ delle Americhe, e nel 1664.

## Edizioni
L'opera di Vecellio ebbe grande diffusione tra la fine del XVI ed il XVII secolo, periodo nel quale uscirono le tre principali edizioni del testo: 1590, 1598, 1664.
Dal confronto tra le edizioni emergono differenze di presentazione e contenutistiche, lievi tra prima e seconda, sostanziali tra queste e quella del 1664. Ad esempio un prima diversità è nell'indice. Se nell'opera del 1598 è presente un indice bilingue corposo (italiano, latino) che elenca le tavole in ordine alfabetico, l'edizione del 1664, complessivamente molto più ridotta della precedente, non ha alcun indice generale. Le pagine con le tavole sono precedute da un Discorso sopra gli habiti antichi et moderni, origine, mutatione, et varietà di quelli, già presente nell'edizione del 1590. Un ulteriore elemento che differenzia le due ristampe è il numero dei libri, rispettivamente dodici nella seconda e dieci nella terza, nella quale è eliminata la parte sui costumi dell'Europa settentrionale e accorpata in un solo libro quella su turchi, i greci e gli ungheresi. Infine, oltre alla dedica e alle avvertenze dell'editore, le due edizioni differiscono per i disegni, più eleganti e incorniciati in quella del 1598, più semplici e senza cornice nella successiva. Anche le didascalie ed i testi che accompagnano le figure sono bilingue e più dettagliate nella seconda edizione, più semplici e in italiano soltanto nell'edizione più recente.

### Gli stampatori
Prima edizione (1590) - Damiano Zenaro
Attivo dal 1563 al 1603. Libraio ed stampatore a Venezia nato il 1520 e morto il 9 luglio 1604. Nel corso della sua attività professionale partecipò a diverse imprese tipografiche, come spesso accadeva nel movimentato mondo editoriale veneziano del Cinquecento. Aveva bottega a S. Bartolomeo all'insegna della Salamandra (insegna registrata il 1563). Dal 1584 fece parte della rinnovata Società dell'Aquila. Dopo il 1587 si mise in società con gli eredi di Gerolamo Scoto, di Giovanni Varisco e di Melchiorre Sessa. Quasi tutti i tipografi attivi a Venezia in quel periodo lavorarono per Zenaro.
Seconda edizione (1598) - Giovanni Bernardo Sessa
Attivo a Venezia dal 1596 al 1617 (Sessa non è da confondere con l'omonimo libraio napoletano attivo negli anni Venti del Seicento). Fu stampatore e tipografo; figlio di Melchiorre il vecchio e fratello di Giovanni Battista e Melchiorre (giovani). Lavorò da solo e in società con i fratelli, con Barezzo Barezzi e Damiano Zenaro. Come editore, si servì della tipografia di Matteo Valentini (attivo dal 1588 al 1610), che aveva rilevato la bottega e il materiale tipografico degli eredi di Alessandro Griffio (compresa la marca, già appartenuta a Giacomo Vidali).
Terza edizione (1664) - Sebastiano Combi (il giovane) e Giovanni LaNou.
Editori e tipografi attivi a Venezia almeno fino al 1673. Tra altre opere pubblicarono, nel 1673, le Memorie istoriche de monarchi ottomani di Giovanni Sagredo ambasciatore della Serenissima. Sebastiano Combi erede di una tradizione famigliare risalente alla seconda metà del Cinquecento diede una svolta alla sua attività dopo il 1650 quando si unì in società con l'olandese Giovanni de La Noue (italianizzato LaNou) dando alla sua impresa un respiro internazionale grazie ai contatti del La Noue. Non più solo l’attività di stampa in proprio ma il coinvolgimento in posizione di primo piano nel commercio librario europeo decretarono il successo dell’impresa.

## Struttura dell'opera

### Le due edizioni cinquecentesche
L'opera, pur nella differenza anche marcata tra le edizioni, è per gran parte composta di tavole che illustrano i costumi di tutte le parti del mondo. Le due edizioni cinquecentesche pubblicate mentre era ancora in vita l'autore si aprono con un identico frontespizio riccamente decorato e dalla forte valenza allegorica. Il titolo e le indicazioni editoriali sono racchiuse da una elaborata cornice che riproduce ai quattro angoli, le quattro parti del mondo in figura umana e con gli attributi classici che loro competono in base a un repertorio iconografico collaudato, presente anche in altre opere del genere come nel Habitus praecipuorum populorum tam virorum quam feminarum singulari arte depicti, di Hans Weigel e Jost Amman.
Nella parte inferiore della decorazione, in un piccolo ovale sono riportate le insegne dei due stampatori: la salamandra di Zenaro (1590) e la gatta che tiene in bocca un topo dei Sessa (1598).
Alla dedica e all' ‘avvertenza’ per i lettori il Vecellio fa seguire (solo 1590) un Discorso sopra gli habiti antichi et moderni, origine, mutatione, et varietà di quelli, che illustra il pensiero del pittore circa l'influenza che la storia, tradizioni e territorio esercitano sugli abiti. Il discorso, insieme a una Breve descrittione della città di Venetia (solo ed. 1590), che apre la lunga serie dei personaggi della Repubblica ed è corredata da una notevole riproduzione della piazza S. Marco vista dal molo di Palazzo Ducale, si inserisce in una consolidata tradizione culturale veneziana che ha avuto nella Venetia, città nobilissima et singolare, descritta in XII libri (1581) di Francesco Sansovino (1521-1586), un riferimento importante .
Seguono poi indici analitici molto dettagliati (anche con traduzione in latino nell'edizione del 1598) con rimandi ai fogli di cui è composta l'opera, che si estende su circa un migliaio di pagine.
Le tavole sono xilografie in bianco e nero, con ricche cornici e sono accompagnate da testi, talvolta anche ampi, che descrivono l'abito o la situazione raffigurata nell'illustrazione o danno notizie aggiuntive sul personaggio-tipo raffigurato.
Le stesse cornici, presenti nelle due edizioni maggiori sono più che un mero elemento decorativo e rimandano a una modalità espressiva nuova in una età, il tardo Cinquecento, nella quale si vanno consolidando in Europa identità territoriali, etniche e religiose che preludono allo sviluppo successivo delle appartenenze nazionali. 
Il personaggio al quale, secondo un uso editoriale che perdurò fino al tardo Settecento, è dedicata l'opera è il conte e cavaliere Pietro Montalban della Fratta. Il Vecellio, seguendo una consolidata prassi encomiastica, ha dedicato a lui l'opera perché in questo personaggio trovava rispecchiati i valori ai quali aveva deciso di rifarsi: antichità, diversità, ricchezza e in virtù della sua famiglia e della sua persona. Cesare Perocco, citando un volume stampato a Venezia nel 1647 dal titolo Degli Uomini illustri dell'Accademia de' SS. Incogniti di Venezia, dice che vi si parla bene di un certo Graziani di Conegliano e di un suo concittadino, il Conte Cavaliere Pietro dalla Fratta Mont'Alban, esperto nelle scienze matematiche.

### L'edizione del 1664

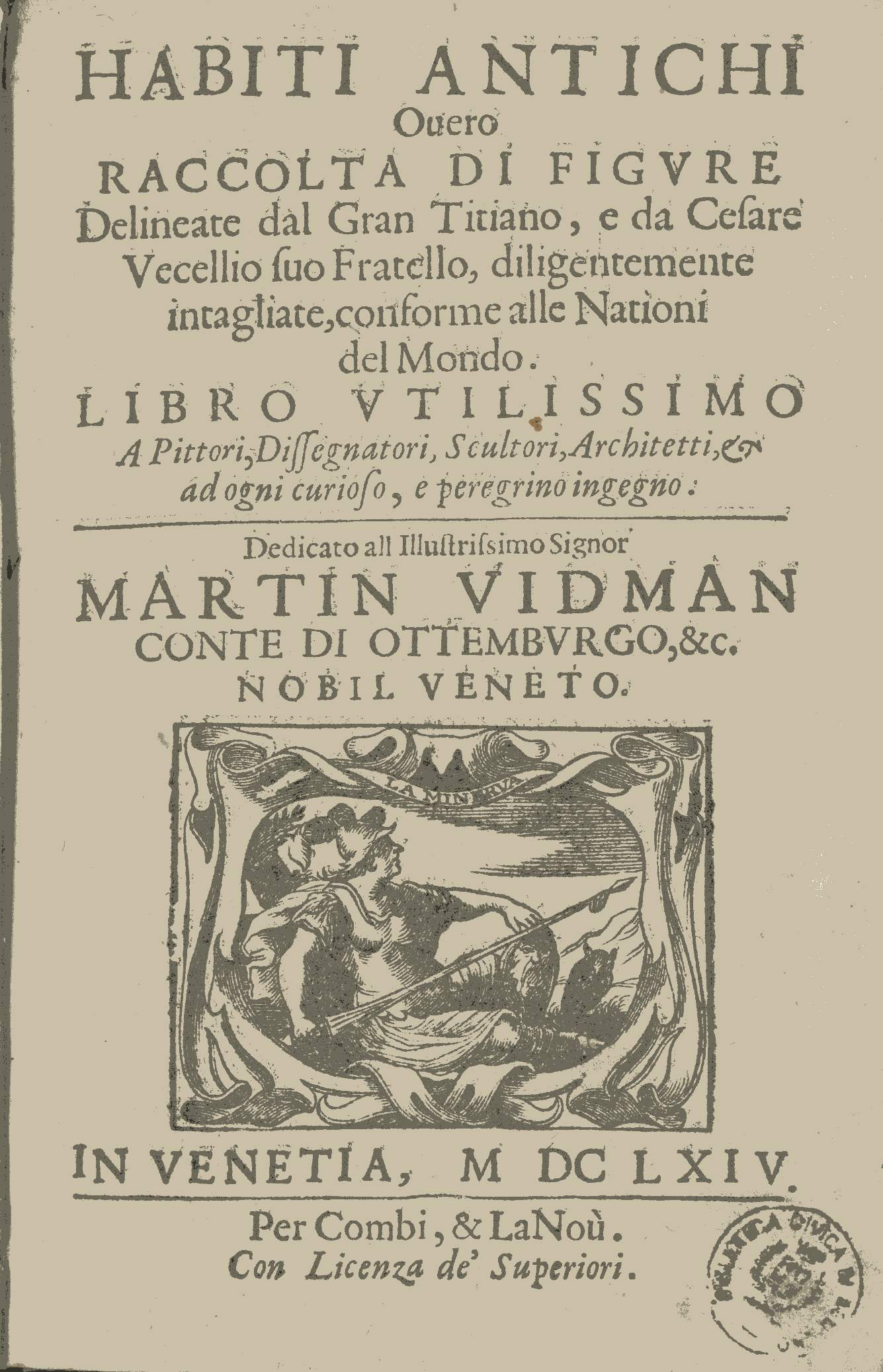
Frontespizio dell'edizione 1664

Pur uscendo da una delle più prestigiose stamperie veneziane della seconda metà del Seicento, l'edizione del 1664 si presenta più modesta rispetto alle altre e non solo nel ridotto numero di pagine.
Il frontespizio nel quale si affollano titoli e sottotitoli, reca la sola marca tipografica in un grande riquadro a piè di pagina: la Minerva armata, seduta ai piedi di un alloro, armata con la civetta al fianco. Dedica e avvertenza ai lettori sono cambiate per adeguare l'opera ai tempi e la natura di impresa editoriale si evince dal richiamo al Tiziano (indicato come fratello di Cesare) mentre la esplicita indicazione di opera “utilissima a pittori e dissegnatori, scultori…” sembra avere definitivamente trasformato un'opera storico-antropologica in un manuale ad uso di specifici professionisti.
Nel testo che, tuttavia, ripropone il Discorso del 1590, le cornici attorno ai figurini sono scomparse, le didascalie sono ridotte al minimo, e la necessità di compattare i testi lunghi predisposti dal Vecellio è spesso causa di molti errori di senso.

## Apparato iconografico
Analizzando l'edizione del 1598, per quel che riguarda il modo di presentazione delle immagini, si nota che le figure non sono fisse, statiche, immobili, impacciate; al contrario presentano grande varietà di gesti e posture: si muovono, prendono quasi vita, assumono diverse posizioni delle mani, del volto e del busto, addirittura alcune sono colte in movimento. Osservando le illustrazioni emerge sia come i soggetti assumano diverse posizioni rispetto all'osservatore per favorire una migliore visione dell'abito, sia come non siano raffigurati solo personaggi singoli, ma anche più persone.
I personaggi portano spesso accessori o altri elementi oltre al vestito, ma complementari al loro ruolo e necessari per qualificarli, in particolare per identificare un mestiere o un'attività. Le incisioni traducono per immagini quello che viene evocato a parole nel commento a fronte.

### Le illustrazioni: autori e tecniche
Nell'opera c'è una certa differenza rispetto ad altre analoghe dello stesso periodo, che si limitavano a presentare illustrazioni come in una raccolta di curiosità (es. Enea Vico, Jean-Jacques Boissard e altri), Vecellio associa immagini a parole, proponendo per ogni disegno una descrizione e una spiegazione a conforto dell'illustrazione.
L'apparato iconografico è composta di una serie di xilografie opera di Christopher Chrieger(o Ghrieg, italialianizzato in Gristoforo Guerra) di Norimberga, su disegno dello stesso Vecellio che fa parte della nutrita schiera di contemporanei abili sia come pittori sia come incisori (es. Battista Franco o Andrea Schiavone). Ma in questo caso le incisioni non sono opera sua.
Lo stesso Vecellio nella sua opera, loda più volte il lavoro di Chrieger la cui figura però non è identificabile in modo del tutto certo.
Pietro Zani pensa che questo Cristoforo Guerra sia in effetti Chrieger, (o Chrieger, Criegher, Crieger), ma non sa dire se fosse di Norimberga piuttosto che di Magonza o della Pomerania.
Dal Dizionario Biografico Universale (1842) si evince che un Cristoforo Coriolano, nato a Norimberga intorno al 1560, è effettivamente esistito. Passò giovane in Italia, fece molte incisioni per stampe a Venezia (soprattutto i ritratti per le Vite del Vasari del 1568). Morì intorno al 1600 a Bologna. Secondo l'autore della voce , il Vasari nomina il Chrieger nella prima edizione delle Vite, ma ne lascia in bianco il cognome. Secondo il Dizionario non è inverosimile che il Coriolano e il Chrieger siano la stessa persona.

### GliHabitidelle diverse parti del mondo
Europa, Asia, Africa e America sono le parti del mondo che fanno da contenitori alle illustrazioni del Vecellio. Non ci sono solo donne e uomini rappresentati esclusivamente per mostrare abiti e modi di indossarli ma anche piccole scene di vita quotidiana: tavole che aggiungono brio alla raffigurazione del personaggio centrale inserendolo in un ambiente (interno o esterno alla dimora) che apre lo sguardo anche sul mondi più ampi.

#### Gli antichi romani
L'interesse storico dell'opera del Vecellio riposa sul fatto che non sono rappresentati solo costumi contemporanei in una sorta di collazione antropologica che rimanda anche a usi, modi di vita quotidiana, ma dal fatto che, accanto a questi siano proposti anche costumi dell'antichità in una retrospettiva storica che tende, in qualche modo a fornire modelli culturali di comparazione. Gli antichi romani costituiscono la base di questa retrospettiva storica. I testi, le immagini che le accompagnano e il riferimento diretto ad autori antichi e moderni, testimoniano dello spessore culturale dell'autore e della ampiezza della sua ricerca e delle sue conoscenze.

#### Gli abiti dei turchi ottomani
Nell'edizione del 1598 sono rappresentati, per quanto riguarda la realtà turca, 21 uomini e 6 donne. Per ogni soggetto troviamo una breve descrizione concernente gli abiti indossati e il ruolo all'interno della società, inoltre, per agevolare il lettore, sono presenti illustrazioni per ogni singolo personaggio che troviamo racchiuse in raffinate cornici. Si noti come tutti gli abiti, sia maschili sia femminili siano molto ricchi ed elaborati, nonché rappresentati e descritti dall'autore in modo molto dettagliato. Per quanto riguarda i soggetti maschili c'è una nota comune nella rappresentazione, ovvero tutti indossano un copricapo il quale varia in base alla levatura sociale e all'occasione d'uso. Si sottolinea inoltre come gli uomini che ricoprono ruoli importanti nella società indossino tuniche lunghe sino ai piedi e aperte davanti, mentre a partire dalla figura dello staffiere del signore gli abiti cambiano e le tuniche si accorciano, diventando giacche. È interessante notare come due illustrazioni Turco di grado in casa e In che modo cavalchino i turchi quando piove tendano a mostrare un tipo di abbigliamento standard che la maggior parte dei turchi usa in quelle situazioni. Anche le donne sono tutte munite di copricapo e tutte sono dotate di un abito che arriva sino a terra e aperto davanti. Solo due figure sono rappresentate in modo diverso: la prima è la Donna turca in casa, il cui abito ha una fascia all'altezza della vita e mostra, addirittura, un piede nudo; la seconda è la Sposa turca, in realtà invisibile ai nostri occhi, completamente celata com'è dentro a un baldacchino trasportato da quattro servitori (anche se solo tre sono visibili) mentre lei dovrebbe trovarsi sul cavallo del quale scorgiamo solo alcune parti. Nel lungo elenco di figure turche proposte da Vecellio una parte importante è occupata dai personaggi pubblici, politici, militari, amministratori, religiosi. Si noti come Cesare Vecellio ordini le figure secondo una scala gerarchica (riscontrabile anche attraverso la diversità degli abiti dei soggetti rappresentati) a partire dal soggetto più importante nella società turca, ovvero Habito del gran Turco, e come prosegua a scalare introducendo non solo personaggi che hanno importanza all'interno della realtà politica ma anche religiosa come il Habito del Musti (Muftī) (paragonato al Patriarca de Christiani ) che amministra e maneggia tutti gli affari spirituali, e giuridica come il Cadil Eschier che rappresenta tipologicamente i dottori della legge e coloro che si occupano della giustizia: uno per la Grecia e l'altro per l'Anatolia, come specifica il Vecellio.